# Allagelena gracilens
Allagelena gracilens (C. L. Koch, 1841) è un ragno appartenente alla famiglia degli Agelenidi.

## Descrizione

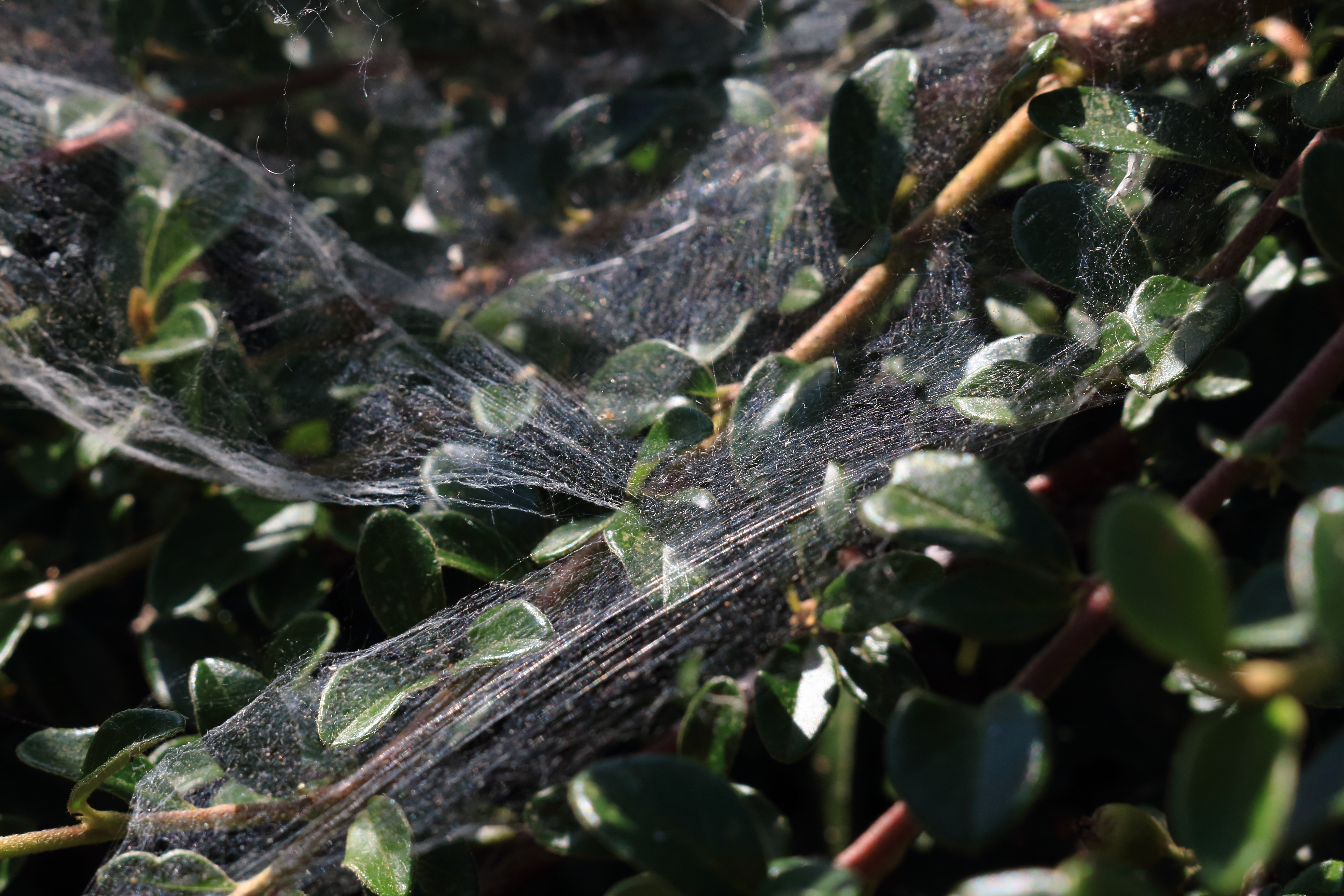
Una tela di Allagelena gracilens fotografata nel Circondario di Heilbronn (Baden-Württemberg, Germania)

Il corpo raggiunge una lunghezza dai 5 ai 10 mm nei maschi, e dai 9 agli 11 nelle femmine.

## Biologia
Ama i luoghi caldi e assolati; costruisce una piccola tela a imbuto nella vegetazione fitta.

## Distribuzione
La specie è diffusa dall'Europa fino alla'Asia centrale; in Europa è presente in gran parte del territorio, con l'esclusione delle zone più settentrionali (Scandinavia, Danimarca, isole britanniche, paesi baltici).
È l'unica specie del genere Allagelena segnalata in Italia.